# Tränenapparat

Tränenapparat:
a = Tränendrüse
b = oberes Tränenpünktchen
c = oberer Tränenkanal
d = Tränensack
e = unteres Tränenpünktchen
f = unterer Tränenkanal
g = Tränennasengang

Als Tränenapparat (lat. Apparatus lacrimalis) werden zusammenfassend die anatomischen Strukturen bezeichnet, die einerseits für die Tränenproduktion und andererseits für deren Weiterleitung und Abtransport zuständig sind. Er ist ein Anhangsorgan des Auges und besteht aus folgenden Anteilen:
- Den Tränendrüsen, die die Tränenflüssigkeit produzieren sowie ihren Ausführungsgängen, die die Tränenflüssigkeit zu der Augenoberfläche leiten.
- Den Tränenpünktchen (Puncta lacrimales), den Tränenkanälchen (Canaliculi lacrimales), sowie dem Tränensack (Saccus lacrimalis) und den Tränen-Nasen-Gang (Ductus nasolacrimalis), die die Tränenflüssigkeit zur Nasenhöhle weiterleiten und in ihrer Gesamtheit die ableitenden Tränenwege darstellen.

Erkrankungen des produzierenden Anteils des Tränenapparates haben Auswirkungen auf die Menge und Zusammensetzung der Tränenflüssigkeit, was zu Benetzungsstörungen und Schäden der Augenoberfläche führen kann (z. B. Keratoconjunctivitis sicca). Erkrankungen der Tränenwege führen oft zu Störungen der Ableitung der Tränenflüssigkeit. Manchmal treten Tränensteine (Dakryolithen) auf. Die Folge davon ist ein tränendes Auge (Epiphora). Weitere Erkrankungen des Tränenapparates sind Entzündungen des Tränensacks (Dakryozystitis) und der Tränendrüsen (Dakryoadenitis).